# Silla del Caballo Bajero
La Silla del Caballo Bajero es una montaña situada en el macizo de Ándara, en la cordillera Cantábrica (norte de la península ibérica, municipio de Camaleño). Tiene 2339 m s. n. m.